# Разделяющаяся головная часть с блоками индивидуального наведения
Разделяющаяся головная часть с блоками индивидуального наведения, РГЧ ИН — тип головной части баллистических ракет. В отличие от моноблочной боеголовки, РГЧ ИН несёт в себе несколько боевых блоков, позволяя таким образом поразить сразу несколько целей при запуске всего одной ракеты. Такими боеголовками могут оснащаться как МБР, так и БРПЛ.
К преимуществам РГЧ ИН относятся бо́льшая эффективность поражения (см. закон обратных квадратов), дешевизна (строительство одной ракеты с десятью боевыми блоками гораздо дешевле строительства десяти ракет с одним), снижение эффективности ПРО противника.
При всех своих преимуществах с тактической точки зрения, РГЧ ИН представляет собой крайне сложный и, вероятно, один из наиболее совершенных механизмов в области ракетной техники и вооружений. Например, наведение большого числа таких мелких объектов как боевой блок на цель, удалённую на тысячи километров, требует колоссальной точности при сохранении полной автономизации. Так, астронавигационная система AIRS, используемая на американских ракетах, состояла из 19 тысяч деталей, а каждый из трёх акселерометров стоил 300 000 долларов в 1989 году.

## Устройство и принцип работы
Принцип работы РГЧ ИН практически не отличается от моноблочной головной части. Головная часть выводится на приблизительную траекторию к первой цели баллистической ракетой, затем от неё отделяется автономный блок разведения (АБР), на котором размещены боевые блоки. АБР, оснащённый собственным двигателем, проводит коррекцию траектории первого блока, «отстреливает» его, затем маневрирует и выходит на траекторию второго блока, отделяет второй блок. Далее процедура повторяется. После окончания процедуры разведения АБР несколько удаляется от боевых блоков и продолжает полёт в район целей в «облаке» боевых блоков и ложных целей.
Боевые блоки продолжают автономный полёт по баллистической траектории, заданной им автономным блоком разведения, или активно маневрируя. Пассивный участок траектории занимает большую часть времени всего полёта, начиная с момента старта, при межконтинентальной дальности — до 25 минут. При входе в атмосферу маломощный двигатель, установленный на боевых блоках, раскручивает их вокруг оси движения для стабилизации курса при полёте в атмосфере. Боевые блоки входят в атмосферу на скорости 5 — 7 км/с (18000 — 25000 км/ч), оставляя за собой яркий шлейф. Кроме боевых блоков, на борту РГЧ могут также находиться средства преодоления ПРО — например, ложные боевые блоки.

## История
В начале 1960-х был достигнут существенный прогресс в области как миниатюризации ядерных зарядов, так и повышения точности баллистических ракет. В результате оказалось, что многие находящиеся на вооружении СССР и США ракеты обладают избыточными характеристиками по забрасываемому весу, либо могут быть легко форсированы для достижения повышенных характеристик.
- Увеличение точности ракет означало, что для поражения хорошо защищённых целей более не требуется применять сверхмощные (и очень тяжёлые) термоядерные заряды, способные эффективно накрыть значительную площадь; сходный результат мог быть достигнут меньшим ядерным зарядом, сброшенным с большей точностью.
- Кроме того, было рассчитано, что для поражения неукреплённых, площадных целей (вроде крупных промышленных центров), несколько ядерных взрывов малой и средней мощности эффективнее, чем один сверхмощный взрыв. Так, единичная 600-килотонная боевая часть W47 при взрыве создавала область тотальных разрушений — поражение ударной волной сверхдавлением более 20 фунтов на квадратный дюйм (psi) — площадью в 17,8 квадратных километров. Три эквивалентные ей по общему весу 200-килотонные боеголовки W58 создавали область тотальных разрушений в 38,4 квадратных километра, то есть более чем вдвое большую.

- Наконец, появление в начале 1960-х систем противоракетной обороны вызвало сомнения в эффективности моноблочных ракет. Существующие в то время противоракетные комплексы могли без особого труда остановить одиночную боеголовку, таким образом вынуждая посылать против защищённых целей всё большее и большее количество ракет. С точки зрения поражения конкретных, стратегически важных целей, подобное решение не являлось экономически эффективным.

Решением проблемы была установка на одну ракету нескольких небольших ядерных боевых частей. После взлёта и выхода на траекторию ведущую к цели боевые части должны были отделиться и продолжить полёт независимо друг от друга. Таким образом, появлялась возможность легко и эффективно значительно усилить (в 3-5 раз) число готовых к применению боеголовок, не увеличивая количества ракет.

### Боевые части рассеивающего типа
См. РГЧ рассеивающего типа
Первой попыткой создать разделяющуюся головную часть были боевые части рассеивающего типа, лишённые индивидуального наведения боеголовок. Это было простейшее решение: после выхода на траекторию полёта к цели боевые блоки просто растаскивались в стороны, чтобы обеспечить падение на некотором расстоянии друг от друга.

## Дестабилизирующий фактор РГЧ ИН
Баллистические ракеты с разделяющимися головными частями воспринимались многими экспертами как потенциальная угроза для мировой стабильности и фактор, увеличивающий риск эскалации международных конфликтов. Проблема заключалась в том, что МБР, оснащённые РГЧ ИН, значительно усиливали возможный удар без увеличения числа ракет как таковых; ввиду этого, ядерный арсенал становился значительно более концентрированным (вместо ввода в строй большого числа моноблочных ракет появилась более дешёвая возможность ввода в строй небольшого числа ракет с РГЧ ИН) и более чувствительным к превентивному неприятельскому удару.
Эта ситуация описывалась двумя моделями:
- Если обе стороны имеют по 100 моноблочных ракет, то агрессор, чтобы поразить ядерный арсенал оппонента (и нейтрализовать его ответный удар) должен нацелить каждую свою МБР на каждую ракету оппонента. При этом, по каждой МБР оппонента может быть нанесён всего один ядерный удар, что не гарантирует уничтожения всех атакованных МБР. Ракетный же арсенал агрессора будет полностью истощён этой единственной атакой.
- Если обе стороны имеют по 100 ракет с разделяющимися головными частями индивидуального наведения (по 10 на каждой), то агрессор, чтобы поразить ядерный арсенал оппонента (и нейтрализовать его ответный удар) может направить всего половину своих ракет — 50 единиц, с 10 боеголовками каждая — против ядерного арсенала оппонента. За счёт применения РГЧ ИН агрессор может всего 50 ракетами атаковать 100 ракет оппонента, причём по каждой ракете оппонента будет нанесено по 5 ядерных ударов — что существенно повышает шансы на полное уничтожение ядерного арсенала оппонента. При этом агрессор сохраняет половину своего ракетного арсенала в резерве.

Таким образом, массовое развёртывание ракет с РГЧ ИН подталкивает конфликтующие стороны к агрессивным действиям, делая выгодным для каждой из сторон ударить первой и создавая возможность для частичной либо полной нейтрализации ядерного арсенала другой стороны превентивным ударом. Ввиду этого, РГЧ ИН являются дестабилизирующим фактором.
В то же время, ракеты с РГЧ ИН отчасти компенсируют дестабилизирующий фактор средств противоракетной обороны, делая нанесение неприемлемого ущерба более вероятным.
В ходе подготовки договора ОСВ-2 было согласовано формальное определение индивидуально наводимых боеголовок:

Боеголовки являются индивидуально наводимыми:
а) если после отделения от ракеты-носителя обеспечивается манёвр и наведение боеголовок в различные точки прицеливания по независимыми друг от друга траекториям с помощью конструкций, которые установлены на автономном блоке разведения или на боеголовках и которые основаны на применении электронных вычислительных или других счётно-решающих машин, в сочетании с устройствами, использующими реактивные, включая ракетные, двигатели или аэродинамические системы;
b) если манёвр и наведение боеголовок в различные точки прицеливания по независимым друг от друга траекториям будут обеспечиваться с помощью других конструкций, которые могут быть созданы в будущем.— Третье согласованное заявление в связи с договором ОСВ-2, 1979
В 1993 году, США и РФ подписали договор СНВ-II, направленный на запрет РГЧ ИН и оснащение МБР только моноблочными боевыми частями. Однако, хотя договор был подписан обеими сторонами, правительства обеих сторон отказались его ратифицировать. В 2002 году, после выхода США из договора по ПРО, Россия вышла из договора СНВ-II. Подписанный в 2010 году договор СНВ-III не содержал пунктов о запрете РГЧ ИН. Тем не менее, США в одностороннем порядке демонтировали тяжёлые МБР MX, оснащённые разделяющимися головными частями. Боеголовки с ракет МХ переустановлены на ракеты Minuteman III по программе Safety Enhanced Reentry Vehicle (SERV), ракеты Minuteman III также стоят на дежурстве в вариантах с РГЧ ИН.

## Примеры
К ракетам, оснащённым РГЧ ИН, состоящим на вооружении в России относятся:
- Р-30 «Булава» (4—6 блоков) (на вооружении)
- Р-36М (10 блоков) (на вооружении)
- УР-100Н (6 блоков) (списана)
- Р-29РМУ2 (4 блока) (на вооружении)
- РС-24 (3—6 блоков) (на вооружении)
- РС-26 (3—6 блоков) (не реализована)
- РС-28 — (до 10 блоков) (принимается на вооружение)

В США на вооружении имеется два типа ракет, оснащённых РГЧ ИН:
- Минитмен III (до 3 блоков, в настоящее время не более 1)
- Трайдент II D5 (до 14 блоков, в настоящее время не более 4—5)

США в 2002—2006 году в одностороннем порядке сняли с вооружения и демонтировали тяжёлые МБР MX, с 10 боевыми блоками каждая. Также, США перевооружили часть 3-х блочных ракет «Минитмен» на моноблочные; после подписания СНВ-III таковая процедура была выполнена в отношении всех оставшихся на вооружении наземных МБР. Количество боевых блоков на БРПЛ «Трайдент» было сокращено до 4—5 единиц.
Франция :
- М-51 (10 боеголовок)

Китай :
- Дунфэн-41 (до 4 боеголовок)